# 陈冰夷
陈冰夷（1916年—2008年），男，上海嘉定人，中国作家、翻译家。

## 生平
1916年1月16日生于上海嘉定。1933年初毕业于江苏省立上海中学初中。1938年开始从事苏俄文学翻译及其他译著活动。1941年8月至1949年，在上海时代出版社工作，负责《时代》半月刊《苏联文艺》及其他刊物的编辑工作。1951年，时代出版社改组为公营企业，迁至北京，陈冰夷担任社务委员会副主席。1954年，作为中国作家协会代表团工作人员赴苏联参加第二次全苏作家代表大会。
1949年加入中国作家协会，当选第二、三、四届理事，第五、六、七届全委会名誉委员，1981年至1984年兼任作协书记处书记、作协外国文学委员会副主任，中国翻译工作者协会理事，中国苏联文学研究会副会长、名誉理事。1980年成为中国笔会中心第一批会员。
2008年2月2日21时因肺部感染在北京逝世，享年93岁。

## 作品
陈冰夷的译作主要是俄国文学作品和评论。第一部译著《俄罗斯人》于1945年出版。其他译著包括普希金的小说《暴风雪》，高尔基的《最后一代》。